# Samuel Heinrich Schwabe

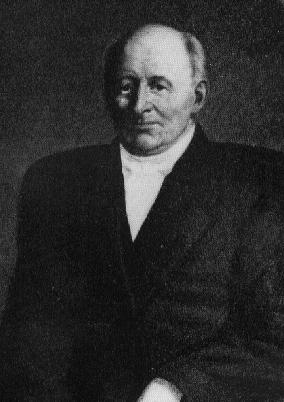
Samuel Heinrich Schwabe

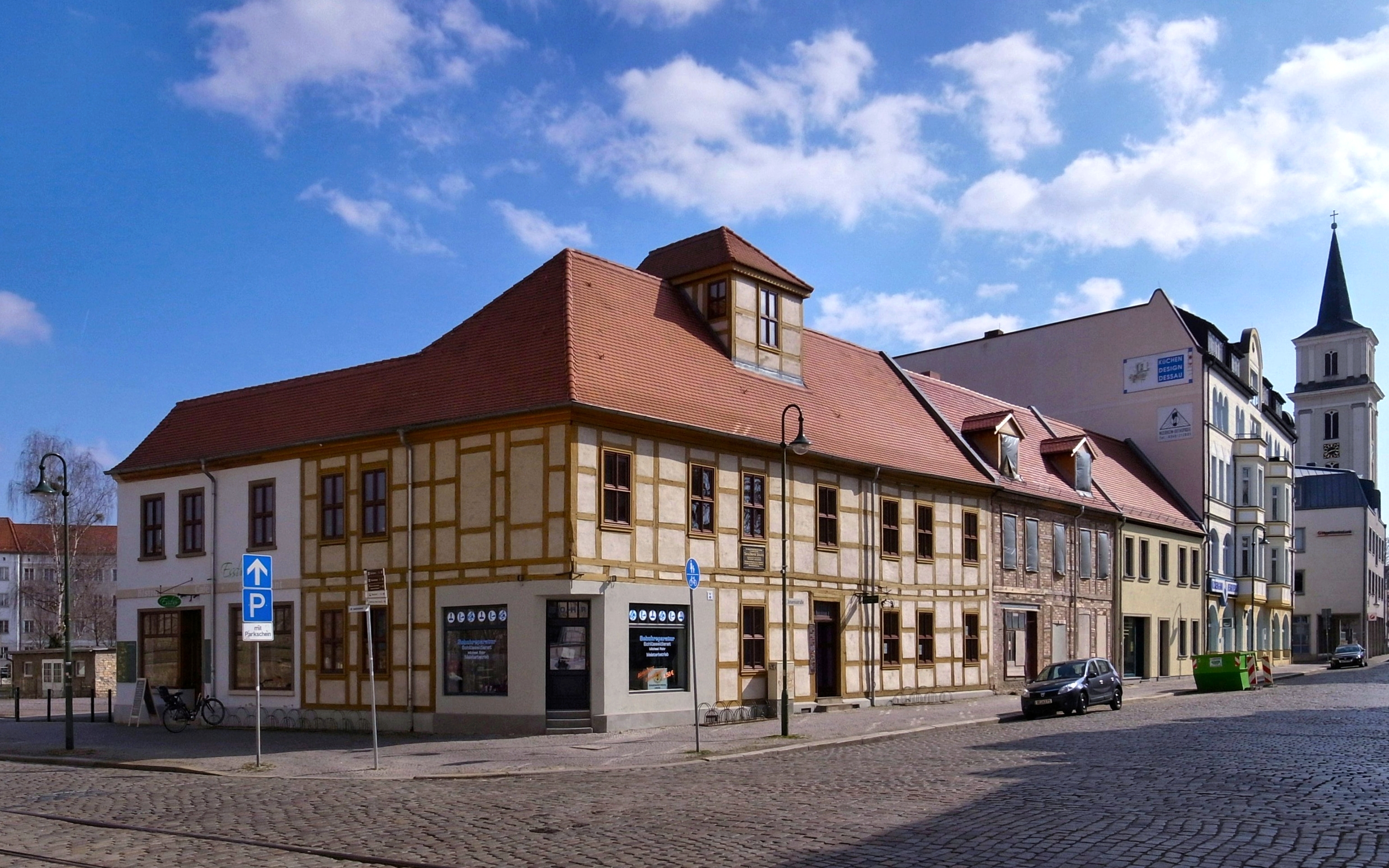
Das Observatorium in Dessau (Schwabehaus)

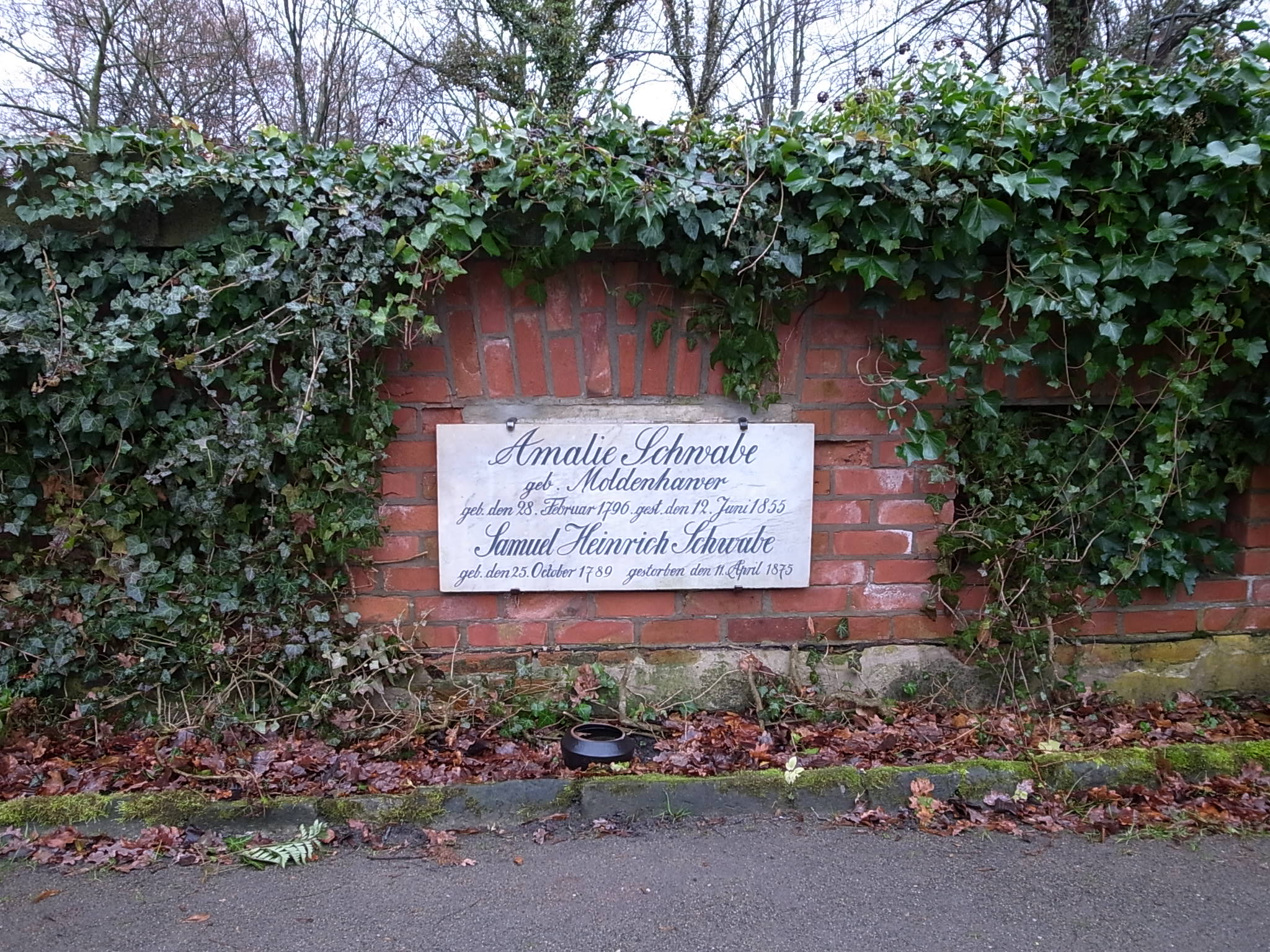
Ruhestätte Schwabes auf dem Neuen Begräbnisplatz in Dessau

Samuel Heinrich Schwabe (* 25. Oktober 1789 in Dessau; † 11. April 1875 ebenda) war ein deutscher Astronom und Botaniker. Sein offizielles botanisches Autorenkürzel lautet „Schwabe“.

## Leben
Schwabe stammte aus dem Fürstentum Anhalt-Dessau. Er war Sohn des anhalt-dessauischen Hofchirurgen Johann Gottlob Schwabe. Er verließ 1806 die Schule, um Apotheker zu werden. Er studierte ab 1809 Pharmazie, Chemie, Botanik und Physik in Berlin. 1811 kehrte er nach Dessau zurück, um die Apotheke seines Großvaters zu übernehmen. Nach dem Verkauf der Apotheke (1829) widmete Schwabe sich ausschließlich den Naturwissenschaften. Ab 1830 lebte er im später nach ihm benannten Schwabehaus.
Im Jahre 1825 begann er sich für die Astronomie zu interessieren. Er entdeckte 1843 die elfjährige Sonnenfleckenperiodizität, ging damals allerdings von einer Periode von zehn Jahren aus. Nach ihm wurde daher der Schwabe-Zyklus benannt. Durch frühere Veröffentlichungen wurde Alexander von Humboldt auf ihn aufmerksam und besuchte Schwabe 1833 in seinem Observatorium. Mit Fleiß und Ausdauer begründete er als Amateur mit seiner 15-jährigen Beobachtungsreihe die moderne Sonnenforschung in Deutschland.
1838 veröffentlichte er die Flora Anhaltina, ein umfassendes Werk über die Pflanzenwelt seines Heimatlandes Anhalt. Bemerkenswert ist auch sein Herbarium mit Pflanzen von seinen Auslandsreisen und aus den Dessauer Parkanlagen.
Im Jahre 1841 heiratete er Ernestine Amalie Moldenhauer.
1857 erhielt er die Goldmedaille der Royal Astronomical Society. 1868 wurde er zum auswärtigen Mitglied der Royal Society gewählt. Nach ihm ist der Mondkrater Schwabe benannt.